# USS Iowa (BB-4)
La USS Iowa (BB-4) fu una nave da battaglia della United States Navy.
Varata nel 1896, era una nave da battaglia migliore delle precedenti unità della classe Indiana. L'unità era l'unica della sua classe. Rispetto alle Indiana aveva la batteria principale di tipo Mark 2 da 305 mm con una lunghezza pari a 35 calibri (305/35), quindi più leggera di quella delle Indiana, mentre manteneva i 203 mm (8") come armi secondarie. Sebbene di calibro inferiore, i cannoni da 305 mm erano in grado di sparare un colpo al minuto e usavano proiettili di tipo AP (Armour Piercing, cioè perforanti) da 394,6 kg, o Common (normali) sempre da 394,6 kg; le torrette avevano una elevazione massima di 15° che permetteva una gittata di 11.000 m con una capacità di penetrazione a questa distanza di 239 mm di corazza, di 295 mm a 8.230 m e di 371 mm a 5.490 con una velocità di uscita dalla bocca di 640 m/s, mentre con altri parametri di calcolo e velocità di uscita di 632 m/s ("Elements of US Naval Guns") scendeva a 221 mm ad 11.000 m , 272 mm a 8.230 m e 328 a 5.490 m.